# Église Saint-Fructueux d'Iravals
Pour les articles homonymes, voir église Saint-Fructueux.
L'église Saint-Fructueux d'Iravals (ou d'Yravals) est une église romane située à Yravals (ou Iravals), dans la commune de Latour-de-Carol, dans le département français des Pyrénées-Orientales.

## Historique
L'édifice du XIIe siècle comprend une nef unique voûtée en berceau en plein cintre, débouchant à l'est sur une abside semi-circulaire voûtée en cul-de-four.
Au XVIIe siècle, une annexe fut construite contre le mur sud de l'église, entre l'abside et le portail méridional donnant accès à l'édifice.
L'église a été classée monument historique en 1963.
Un clocher-mur à deux arcades surmonte le pignon occidental.

## Objets mobiliers
L'église d'Iravals abrite le retable de sainte Marthe, triptyque de style gothique, attribué au Maître d'Iravals. Celui-ci a d'abord été identifié comme étant Ramon Destorrents, puis, plus récemment avec le premier atelier des Serra, avec l'aîné Francesc et Jaume Serra. Le cadet, Pere Serra a été apprenti dans l'atelier de Ramon Destorrents.
À la suite d'un marché passé le 29 novembre 1572 en collaboration avec le peintre catalan Michel Verdaguer, le peintre et sculpteur français, Antoine Peytavi originaire de Toulouse, réalisent le retable du maître-autel, dit de saint Fructueux. Œuvre  Classé MH (1957)